# Taimanawa
Genre
Taimanawa est un genre d'oursins irréguliers de la famille des Brissidae (ordre des Spatangoida).

## Caractéristiques
Ce sont des oursins irréguliers dont la bouche et l'anus se sont déplacés de leurs pôles pour former un « avant » et un « arrière ». La bouche se situe donc dans le premier quart de la face orale, et l'anus se trouve à l'opposé, tourné vers l'arrière. La coquille (appelée « test ») s'est également allongée dans ce sens antéro-postérieur.
Ce genre se distingue au sein de sa famille par l'implantation de ses tubercules et son fasciole interne.
Ce genre semble être apparu au Miocène inférieur, et n'est connu que dans le Pacifique ouest.

## Liste des espèces
Selon World Register of Marine Species (7 février 2021) :
- † Taimanawa greyi (Hutton, 1873)
- Taimanawa mortenseni Henderson & Fell, 1969 -- îles Kei
- † Taimanawa prisca Henderson, 1975
- † Taimanawa pulchella Henderson & Fell, 1969 - espèce type[3]
- Taimanawa relicta (Shigei, 1975) -- Japon
- † Taimanawa rostrata Henderson, 1975

## Étymologie
Le nom du genre Taimanawa dérive du maori Tai, « mer », et Manawa, « cœur ».

## Publication originale
- (en) Robert A. Henderson et H. Barraclough Fell, « Taimanawa, a new genus of brissid echinoids from the Tertiary and Recent Indo-West Pacific with a review of the related genera Brissopatagus and Gillechinus », Breviora, Cambridge, Musée de Zoologie comparée, no 320,‎ 10 juin 1969, p. 1-29 (ISSN 0006-9698 et 1938-2979, OCLC 1415078, lire en ligne).